# スカイスクレイパー (映画)
『スカイスクレイパー』（原題：Skyscraper）は、2018年に公開されたアメリカ合衆国と中国の合作によるアクション映画。監督のローソン・マーシャル・サーバーと主演のドウェイン・ジョンソンがタッグを組むのは『セントラル・インテリジェンス』以来2作目となる。
香港にそびえ立つ高さ1,000メートルを超える超高層ビル“ザ・パール”を舞台に、ある事件で片足を失い義足となった元FBI人質救出チーム隊長が、警察と謎の組織の双方から狙われながらも、愛する家族を救い出そうとする。タイトルは「摩天楼」の意味。

## あらすじ
「警官が撃たれた！応援を頼む！」と警察無線が流れる。男が元妻と息子を人質に元妻の家へ立てこもっていると言う事件。交渉人が電話で話しかけるも犯人は取り付くしまもなく電話を切った。そこでウィル・ソーヤー隊長率いるFBIの制圧部隊の出番となる。子供を抱き泣き叫ぶ犯人に子供を放すように説得する隊長。犯人は「もう駄目だ」といいながら抱いていた子供を放すと、自分の服をめくって胴体に巻きつけた爆弾を見せ自爆する。 意識朦朧の中、ストレッチャーで運ばれるウィルに「大丈夫！」と呼びかける女医サラがいた。
その10年後、爆発で左足膝下を失ったウィルはFBIを退職し、FBI時代の同僚ベンの紹介で香港のパールのセキュリティ監査を担当することとなり、そのパールの98階に妻のサラと娘のジョージア、息子のヘンリーと住むこととなった。
サラとジョージア、ヘンリーはパンダ見物へ、ウィルはベンとともに最上階へ行く。パールのオーナー、ジャオは最上階の220階にオフィスを構え、ウィルはそこでビル全体のセキュリティシステムをコントロール出来るタブレットを渡され、ウィルの顔を認証登録する。セキュリティシステムのコントロールセンターはパールより2km離れた地点にあり、タブレットを使うとそこへ行かずともビルの消火設備・エレベータ・ドアロック等全てがコントロールできる。そしてそれはウィルのみが実行可能となった。
この後、ウィルはベンとともにスターフェリーに乗る。下船する時にテロリストの一味に鞄を奪われ腕を傷つけられるが、タブレットは上着の内ポケットに入れており無事であった。ベンのアパートで腕の手当てをしたあと、ベンがタブレットを奪おうとする。実はベンはテロリストの一味で、二人が争い揉み合ったところでベンの銃が暴発、ベンは致命傷を負う。今際の際になぜ悪の道に入ったかを語り「逃げろ」と言って事切れる。 その頃パールの地下では、リーダーのコーレス・ボータ率いるテロリストの一団が侵入していた。
ヘンリーがパンダ見物中に気分が悪くなったのでサラ一行はパールの自宅（98階）に戻ってくる。98階でメンテナンススタッフに化けたコーレスと出会う。コーレスは水に反応し発火する薬剤を96階の床に撒きスプリンクラーを動作させ火事を起こす。
ウィルがベンの部屋から出ようとした時、そこへ女性テロリストのシア率いるテロリストチームが襲ってくる。窓から外へ逃れ非常用はしごを伝って地上に逃れたウィルはシアにスタンガンで気絶させられタブレットを奪われる。朦朧としたウィルの顔を使ってタブレットのログインに成功したシアはウィルを撃とうとするもそこへ警察隊が来て銃撃戦に。ウィルはそのどさぐさに紛れて白バイを奪いパールに向かう。ここで警察はウィルを犯罪者と認識してしまう。
警察との銃撃戦から逃れたシア一行は、セキュリティコントロールセンターに行き制圧する。そして部下のハッカーによってパールのセキュリティシステムを掌握するとそのハッカーをも葬った。
コーレスは最上階にたどり着き、ツァオが持っている『ジャオを恐喝して得たお金のマネーロンダリングの証拠データ』を奪おうとするも、ジャオはセキュリティコントロールセンターやタブレットでも開けられない部屋に逃げ込む。
その頃、ウィルはパールの麓に着くが、警察官に気付かれパールには入れず、警察官に追われながらもクレーン塔を上りパールに入ることを計る。この様子はテレビ中継され香港全市民がウィルの動きに注目することとなる。
サラ、ジョージア、ヘンリーは上層階を目指すも庭園での火事のため3人ともはぐれてしまう。そんなサラの前にコーレスの部下が現れ殺されそうになるが、そこに現れたウィルによって部下は制圧される。ヘンリーと出会えたウィルは、サラとヘンリーをエレベータで地上へ送る。そしてジョージアを探しに行き、滝の場所で彼女と出会うもコーレスの部下に捕まる。
地上に着いたサラは警察の現場責任者ウーの移動司令室に連れてこられ、見せられた国際指名手配写真の中からコーレスを見つけ、彼らがパラシュートを持っていることも教える。それを受けたウーらはパールビルからパラシュートで降りられる場所を地図で特定し、警察隊を率いてその地点へ向かう。 そこには予想通りシア率いるテロリストチームが潜伏しておりそのまま銃撃戦となるも、警察はテロリストを制圧する。
パール最上階では、ジャオがこもっている部屋のドアを開けるようにコーレスがウィルに命じ、言うことをきかないと娘のジョージアを突き落とすと脅す。 ウィルは手に裏返しのダクトテープを巻いてビルの外側に出てドアの制御をしているケーブルを切断する。ジャオの閉じこもる部屋のドアの隙間に義足を入れて部屋に入り、ジャオと今後の展開を相談する。
パラシュートを装着し降下準備の整ったコーレスとその部下の前にウィルとジャオが現れ、データとジョージアの交換交渉に加え更にジャオが打ち合わせを無視した行動に出た、と思わせた打合せ済みのひと芝居を打ち、そのまま鏡の部屋で銃撃戦となるも、どうにかコーレスたちを倒す。しかし、その時には周りを火に囲まれ逃げる方法はなくなっていた。ウィルとジョージアが抱き合って諦めかけた時、地上にいるサラが、戦いでシアが落としたタブレットを見つけ手にする。オフラインで消火操作が不可能だったが、システム再起動後に消火操作が可能となり、ビルの火災を鎮火することができた。
地上へ向かうヘリコプターの中で、ウィルがデータをジャオに渡しながら今後のことを訊くと「また建てるよ」とジャオは答える。
そして、無事生還を果たしたウィルとジョージアは、地上でサラ、ヘンリーと再会し抱き合って喜ぶのだった。

## キャスト
※括弧内は日本語吹替
- ウィル・ソーヤー - ドウェイン・ジョンソン（楠大典）

FBIの人質救出部隊の元リーダー。
- サラ・ソーヤー - ネーヴ・キャンベル[10][11]（根谷美智子）

ウィルの妻。
- ジャオ・ロン・ジー - チン・ハン（上田燿司）

ビルのオーナー。
- コーレス・ボータ - ローランド・ムーラー[12]（山内健嗣）

テロリストのリーダー。
- ミスター・ピアース - ノア・テイラー（唐沢龍之介）
- ウー警部補 - バイロン・マン（世古陽丸）
- ベン - パブロ・シュレイバー（赤坂柾之）

ウィルのFBI時代の同僚。
- ジョージア・ソーヤー - マッケナ・ロバーツ（森川美咲）

ウィルとサラの娘。
- ヘンリー・ソーヤー - ノア・コットレル（英語版）（関和香）

ウィルとサラの息子。
- シア - ハンナ・クィンリヴァン（英語版）（池田朋子）

女性テロリスト。
- アジャーニ・オケケ - エイドリアン・ホームズ（英語版）
- ハン巡査部長 - エルフィナ・ラック
- レイ - ケヴィン・ランキン

冒頭の妻子を人質にした立てこもり犯。
- スキニー・ハッカー - マット・オリアリー
- シェン消防署長 - ツィ・マー
- その他の日本語吹き替え‐山本祥太/矢口千博/バトリ勝悟/佐々木祐介/宮本淳

## 製作
2016年5月26日、レジェンダリー・エンターテインメントがドウェイン・ジョンソン主演の新作アクション映画の製作権を獲得したとの報道があった。2017年6月22日、ネーヴ・キャンベルが本作に出演すると報じられた。7月、チン・ハンとパブロ・シュレイバーの出演が決まった。8月1日、バイロン・マンとハンナ・クイリヴァンがキャスト入りしたとの報道があった。7日、ノア・テイラーの出演が決まったと報じられた。22日、ローランド・ムーラーの起用が発表された。
2017年8月14日、本作の主要撮影がブリティッシュコロンビア州バンクーバーで始まった。ニューヨーク・ポストによると、プロダクションデザイナーのジム・ビッセルのチームは、舞台となる225階建ての高層ビルは香港の高層ビル群から着想を得てデザインしており、さらに地元の神話についても研究したという。また、デザインには上海市のジンマオタワーやドバイのブルジュ・ハリファなどの設計で有名な建築家エイドリアン・スミスが関わった。スティーブ・ジャブロンスキーはギターや合成ドラム、伝統的なオーケストラの要素を用いてサウンドトラックを手掛けた。サウンドトラックは2018年7月13日にミラン・レコーズからデジタル配信され、8月3日からCDが発売された。エンディングソング『Walls』はジェイミー・N・コモンズが担当している。

## 公開
2018年2月に最初の予告編が公開され、5月23日に予告編第2弾が公開された。また、『ダイ・ハード』や『タワーリング・インフェルノ』をイメージしたプロモーション・ポスターが公開された。7月1日に北京市で、同月7日に香港でプレミア上映が開催された。7月13日にアメリカと複数の海外市場で3D・2D同時公開された。中国では7月20日に公開される。通常、中国市場では国産映画保護のためハリウッド映画が7月に公開されることはなく、異例の措置となった。日本では7月12日に予告編が公開され、9月21日に公開された。

## 評価

### 興行収入
本作は3,782劇場で『モンスター・ホテル クルーズ船の恋は危険がいっぱい?!』と同じ週に封切られ、公開初週末に3,200-4,000万ドルを稼ぎ出すと予想されている。しかし、木曜夜の上映では195万ドルの収益に留まり、同年4月公開のジョンソン主演映画『ランペイジ 巨獣大乱闘』の記録240万ドルを下回った。公開初日の興行収入は930万ドルとなり、公開初週末の収益予想を2,400万ドルに修正し、実際には2,550万ドルの収益を上げた。この結果について、Deadline.comは7月に話題作の公開が集中していることに加えて、観客がジョンソン主演作を頻繁に観ることに疲れているのではないかと指摘している。公開第2週末の興行収入は1,140万ドルを記録している。
中国では公開初日に4,770万ドルの興行収入を記録し、公開第2週の世界合計興行収入は1億3,280万ドルを記録している。公開第3週末の世界興行収入は1,780万ドルとなり、中国の興行収入は700万ドルを記録した。

### 批評
本作に対する批評家からの評価は平凡なものに留まっている。映画批評集積サイトのRotten Tomatoesには154件のレビューがあり、批評家支持率は51%、平均点は5.2/10点となっている。サイト側による批評家の見解の要約は「上質なキャストをそろえた作品だが、新鮮味がない。『スカイスクレイパー』は正確に言えば高層ビルを舞台にしたアクション・スリラー映画の名作ではない。しかし、手堅く構成されているので、同じジャンルに属する刺激の少ない娯楽作の中で目立つには十分なレベルである」となっている。また、Metacriticには39件のレビューがあり、加重平均値は52/100となっている。なお、本作のCinemaScoreはB+となっている。
TheWrapのアロンソ・ジュラルデは映画を「満足させるサマー・スリラー」と表現して親しみやすいプロットを認め、「『スカイスクレイパー』は『ダイ・ハード』のようなアクション映画のやり方を変えませんが、大スクリーンで — あるいはドライブインで — しっかりと夏を楽しませてくれる」と批評している。バラエティ誌のピーター・デブラージはストーリーに批判的だったが、ジョンソンの演技については「これは純粋で単純なエスカピズム（現実逃避）です。構造は脆弱ですが、ジョンソンが参加することによって監督のサーバーは『スカイスクレイパー』が堅固な岩の上に建てられていることを保証します」と称賛している。
Exclaim!のアレックス・ハドソンは映画の独創性の欠如を批判し、「この映画はタワーを舞台としたアクション映画として『ダイ・ハード』や『タワーリング・インフェルノ』に遠く及ばない」と批評している。

## テレビ放送
| 回 | 放送局     | 放送枠         | 放送形態       | 放送日         | 放送時間（JST）   | 放送分数 | 平均世帯 視聴率 | 備考         | 出典   |
| -- | ---------- | -------------- | -------------- | -------------- | ----------------- | -------- | --------------- | ------------ | ------ |
| 1  | フジテレビ | 土曜プレミアム | 本編ノーカット | 2020年12月19日 | 土曜21:00 - 23:10 | 130分    | 5.8%            | 地上波初放送 | [ 44 ] |